# Gunung Atu Timang
Gunung Atu Timang är ett berg i Indonesien.   Det ligger i provinsen Aceh, i den västra delen av landet, 1 600 km nordväst om huvudstaden Jakarta. Toppen på Gunung Atu Timang är 1 574 meter över havet, eller 145 meter över den omgivande terrängen. Bredden vid basen är 2,3 km.
Terrängen runt Gunung Atu Timang är lite bergig. Runt Gunung Atu Timang är det ganska tätbefolkat, med 52 invånare per kvadratkilometer. I omgivningarna runt Gunung Atu Timang växer i huvudsak städsegrön lövskog.